# Scrivilo sui muri
Scrivilo sui muri è un film del 2007 diretto da Giancarlo Scarchilli.
È interpretato da Cristiana Capotondi, Primo Reggiani e Ludovico Fremont.

## Trama
Roma. Sole è una studentessa universitaria affogata nella sua routine giornaliera e in profondo conflitto con la madre. Un giorno incontra Pierpaolo, che subito si innamora di lei e la inserisce nel gruppo di writers notturni di cui fa parte, i Civil Disobedience. Sole, affascinata da quel mondo libero e ribelle, fuori dai quartieri alti della Roma bene, timidamente partecipa ai loro raid riprendendo il tutto con una telecamera. Presto però si innamora di Alex, ragazzo chiuso ed introverso che ricambia i sentimenti della ragazza, ma poiché l'amico Pierpaolo sta facendo di tutto per conquistarla, preferisce rinunciare a lei al fine di salvare una forte amicizia.
Un giorno però gli ZTK (che sta per "Zozzamo Tutto Kuanto"), gruppo di taggers rivale ai Civil Disobedience, riescono a graffitare con la loro sigla il cofano di una macchina della polizia senza che gli agenti al suo interno se ne accorgano; a quel punto, per tenere alto il nome della loro comitiva, i Civil Disobedience decidono di cimentarsi in un'impresa ancora più ardua: imbrattare il treno personale di un noto politico. Non solo non riescono nella loro impresa, ma Pierpaolo scopre anche Alex e Sole baciarsi accucciati all'interno del vagone di un treno.
Mentre il gruppo tenta di scappare dalla polizia che li insegue, il pulmino sul quale si trovano rimane incastrato tra i binari e non ne vuole sapere di ripartire. I ragazzi scendono dal pulmino e si allontanano dai binari, ma Pierpaolo, sentendosi tradito dal migliore amico e avendo perduto la ragazza che ama, rimane immobile, seduto sul sedile posteriore. Gli si avvicina allora Alex che, come prova di grande amicizia, decide di rimanergli accanto sino alla morte. I due alla fine, riconciliatisi, se la cavano con qualche osso rotto, e Pierpaolo riesce finalmente ad accettare l'amore tra Sole ed Alex.

## Curiosità
- Nel film recita anche la cantante Dolcenera, nel ruolo di Benny.
- Disobbedienza civile (Civil Disobedience) è il nome di un famoso saggio di Henry David Thoreau.